# Гребля Кіссір
Гребля Кіссір – гідротехнічна споруда на півночі Алжиру.
Греблю спорудили в 2005 – 2010 роках на уеді Кіссір, що впадає до Середземного моря менш ніж за десяток кілометрів на захід від Джиджеля. Водозбірний басейн вище від споруди складає 107 км2, а її головним призначенням є водопостачання та іригація.
В межах проекту долину уеду неподалік від впадіння до моря перекрили земляною греблею із глиняним ядром висотою 50 метрів, довжиною 368 метрів та шириною від 8,5 (по гребеню) до 294 (по основі) метрів. Гребінь споруди знаходиться на позначці 49,5 метра НРМ, а її водоскид споруди забезпечує пропуск 261 м3/с. 
Гребля утворила водосховище об’ємом 68 млн м3 та нормальним рівнем поверхні на позначці 45 метрів НРМ (під час повені цей показник може зростати до 47,9 метра НРМ), при цьому 56 млн м3 відносяться до корисного об’єму.